# Astghashen
Astghashen (in armeno Արմենակավան ?, in azero Dashbulag) è una comunità rurale del distretto di Xocalı in Azerbaigian, fino al 2023 appartenente alla Regione di Askeran nella repubblica di Artsakh (fino al 2017 denominata repubblica del Nagorno Karabakh).
Conta poco più di mezzo migliaio di abitanti e sorge in area pianeggiante.

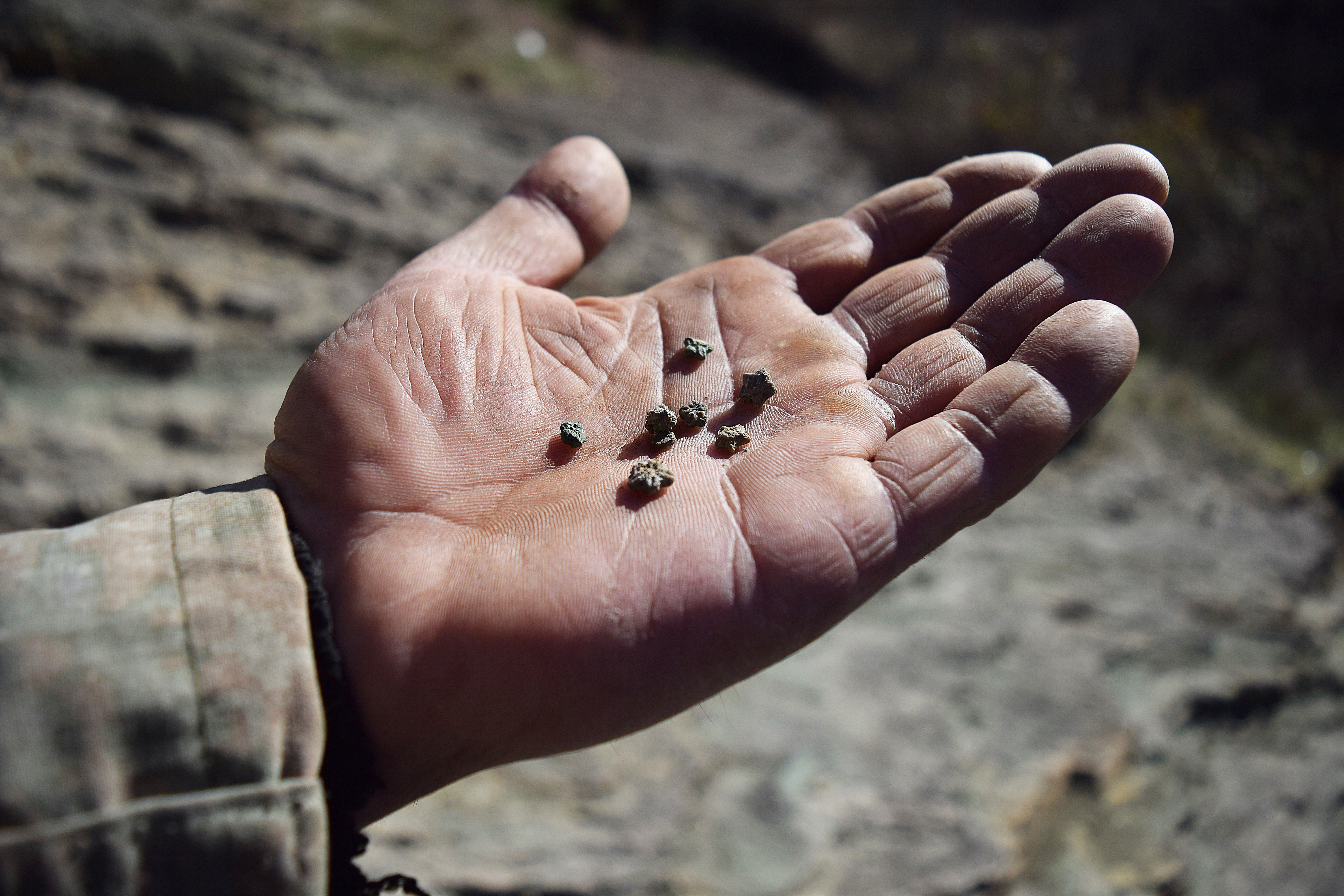
Fossili a forma di stella.

Il villaggio è noto per i suoi fossili a forma di stella. I fossili provengono da piccoli animali marini che vivevano nell'Oceano Tetide che copriva l'area milioni di anni fa. Nell'area sono presenti anche molti altri tipi di fossili.
I siti del patrimonio storico presenti nel villaggio e nei suoi dintorni comprendono sepolture del 2°-1° millennio a.C., una tomba del 14º secolo a circa 4 km a sud-ovest del villaggio, la Chiesa di San Giorgio (armeno: Սուրբ Գևորգ եկեղեցի, Surb Gevorg Yekeghetsi) costruita nel 1898, con due khachkar del XVI-XV secolo, e un monumento a sorgente del 1930.